# Radioodašiljač
Radio odašiljač, radioodašiljač ili radiopredajnik je elektronički uređaj za stvaranje moduliranog električnog signala, koji neki podatak ili informaciju (izvorno često u neelektričnom obliku, na primjer zvuk, slika) predočuje kao promjenu električne veličina (električna struja, električni napon). Izlaznim signalom radioodašiljača napaja se antena koja emitira radioval i time omogućuje prijenos podataka do udaljenoga korisnika. Radioodašiljač se sastoji od oscilatora, pojačala snage, modulatora i mreže koja služi za prilagodbu odašiljača na antenu, odnosno na antenski pojni vod.
Radioodašiljač je uglavnom tranzistor ili integrirani sklop (nekad elektronska cijev), takozvani elektronski oscilator, koji emitira neprigušeni val visoke frekvencije, i to tako da mu je stalna amplituda i frekvencija. Takav val se zove val nosilac. Da bi mogao prenijeti govor ili zvuk, to jest titranje niske frekvencije, treba na val nosilac djelovati tako da se na njemu izvrše promjene u ritmu zvučnih titraja. To se djelovanje na val nosilac vrši preko mikrofona. Ovakva superpozicija niskih, akustičnih ili audiofrekvencija valu nosiocu zove se modulacija. Osim amplitude možemo kod vala nosioca mijenjati frekvenciju i fazu, pa se time mogu postići razne vrste modulacije.

## Oscilator
Oscilator služi za stvaranje visokofrekvencijskoga električnog signala kao nosioca podataka. To je sklop u kojem, osim aktivnog elementa, tranzistora ili integriranoga sklopa, postoji i titrajni krug, većinom sastavljen od električnog kondenzatora i električnih zavojnica. Ako se kondenzatoru nabijenom na neki električni napon paralelno priključi zavojnica, u takvu će krugu nastati električni titraji određene frekvencije. 

## Pojačalo snage
Kako se titraji zbog neminovnih gubitaka ne bi postupno prigušili i nestali, potrebno je gubitke u titrajnom krugu neprestano nadoknađivati iz posebnog izvora energije (na primjer iz baterije ili ispravljača), a tu zadaću obavlja pojačalo s tranzistorom ili integriranim sklopom. U oscilatoru, koji treba imati vrlo stabilnu frekvenciju, u sklopu titrajnoga kruga kao mreže što određuje frekvenciju koristi se kristal kremena, koji djeluje na načelu piezoelektričnog učinka. U suvremenim radioodašiljačima često se umjesto oscilatora primjenjuju sintezatori frekvencije koji omogućuju dekadsko biranje frekvencije električnog signala, a sastoje se od referentnog oscilatora stabilne frekvencije i regulacijskoga kruga u kojem se sinkronizira faza nekoga naponom upravljanoga oscilatora.

## Modulator
Procesom modulacije na visokofrekvencijski se signal utiskuje signal koji sadrži podatak ili informaciju. Modulatorom se, dakle, mijenjaju jedan ili više veličina (parametara) sinusnoga signala ovisno o informacijskom signalu, to jest amplituda, frekvencija, faza ili neka njihova kombinacija. Amplitudnom modulacijom mijenja se amplituda sinusnih titraja, pa svakoj trenutačnoj razini informacijskoga signala odgovara određena vrijednost amplitude sinusnoga napona, odnosno struje. Frekvencijskom, odnosno faznom modulacijom mijenja se frekvencija sinusnoga signala, to jest njegova faza, dok amplituda ostaje konstantna.

## Antena
Nakon najčešće dodatnoga pojačavanja snage odvodi se modulirani signal preko mreže za prilagodbu i preko pojnoga voda na odašiljačku antenu.

## Poveznice
- Radiodifuzija
- Radioprijamnik